# Hudong, Gansu
Hudong är en köping i nordvästra Kina. Den ligger i Huan härad i Qingyang i provinsen Gansu, omkring 290 kilometer öster om provinshuvudstaden Lanzhou. Antalet invånare är 11 216. Befolkningen består av 5 401 kvinnor och 5 815 män. Barn under 15 år utgör 18,0 %, vuxna 15-64 år 72 %, och äldre över 65 år 8,0 %.